# Bistum Kisii
Das Bistum Kisii (lat.: Dioecesis Kisiianus) ist eine in Kenia gelegene römisch-katholische Diözese mit Sitz in Kisii. Es umfasst die Countys Kisii und Nyamira. 

## Geschichte
Papst Johannes XXIII. gründete sie mit der Apostolischen Konstitution Divina Christi am 21. Mai 1960 aus Gebietsabtretungen des Erzbistums Kisumu und es wurde dem Erzbistum Nairobi als Suffragandiözese unterstellt.
Am 18. Oktober 1993 verlor es einen Teil seines Territoriums an das Bistum Homa Bay. Am 21. Mai 1990 wurde es Teil der Kirchenprovinz des Erzbistums Kisumu.

## Bischöfe von Kisii
- Maurice Michael Otunga (21. Mai 1960 – 15. November 1969, dann Koadjutorerzbischof von Nairobi)
- Tiberius Charles Mugendi (15. November 1969 – 17. Dezember 1993, gestorben)
- Joseph Mairura Okemwa, seit dem 19. Dezember 1994